# 호치
호치는 뱀장어목 바다뱀과의 바닷물고기다. 호랑이처럼 줄무늬를 가지고 있다는 이유로 호치(虎-) 또는 흉터가 난 것 같다고 하여 Scarfish라고도 불린다. 몸길이 1m 정도로 몸은 가늘고 길며 둥그렇다. 꼬리의 끝부분이 여러갈래로 나뉘어 있어서 채찍과 같은 모양이며, 주둥이는 살짝 뽀죡하다. 배지느러미는 없으며, 꼬리지느러미는 짧지만 여러갈래여서 이동하는 속도가 빠르다. 꼬리지느러미는 작은 부채 모양이다. 비늘이 없으며, 몸빛깔은 황갈색이다. 서식지는 아직 알려진 바 없으며, 활동시기나 서식지 역시 정확히 밝혀진 바 없다. 호치는 채찍과 같은 몸통구조를 이용하여 몸을 순간적으로 빠르게 채찍처럼 휘둘러 공격한다.